# مهدی گلابی
مهدی گلابی (زادهٔ ۱۳۱۳ در تبریز) شیمی‌دان و چهره ماندگار علم ایران در سال ۱۳۸۴ است.

## زندگی
او مدرک کارشناسی را از دانشکدهٔ داروسازی تبریز و کارشناسی ارشد و دانشنامهٔ دکتری‌اش را از دانشگاه پاریس اخذ کرد. به‌سبب احراز رتبهٔ اول در رشتهٔ داروسازی مدال درجه اول فرهنگ را دریافت کرد و در ۱۳۷۰ استاد نمونهٔ دانشگاه تبریز شناخته شد. در ۱۳۷۶ از دانشگاه تهران لوح تقدیر کتاب سال گرفت. سیدمهدی گلابی در سال ۱۳۳۳وارد دانشکدهٔ داروسازی تبریز شد و در سال ۱۳۴۱ به عنوان رتبهٔ اول بورس فارغ‌التحصیلی در دانشگاه علوم پاریس پذیرفته شد. در سال ۱۳۴۶ به کشور بازگشته و به عنوان اولین استادیار شیمی تجزیه در دانشکدهٔ علوم دانشگاه تبریز شروع به کار کرد. وی در طول خدمت خود، مسئولیت‌های مختلف اجرایی از جمله ریاست دانشگاه تبریز، عضویت در هیئت امنای فرهنگستان علوم جمهوری اسلامی، فرماندار تبریز و نماینده شورای نگهبان در اولین انتخابات مجلس شورای اسلامی استان را برعهده داشت.

## آثار
از جمله آثار اوست: بیوشیمی و فیزیوپاتولوژی انعقاد خون (۱۳۴۶)؛ روش‌های الکتروشیمیایی تجزیه (۱۳۴۵)؛ روش‌های دستگاهی در الکتروشیمی (۱۳۷۶)؛ آمار و کمومتریکس برای شیمی تجزیه (۱۳۸۳)؛ مقدمه‌ای بر نانوفناوری (۱۳۸۷)

## افتخارات
کسب نشان درجه اول فرهنگ به مناسبت کسب رتبه اول در دکترای داروسازی، انتخاب به عنوان استاد نمونهٔ کشوری در سال ۱۳۷۱، انتخاب به عنوان محقق منتخب شیمی تجزیه از سوی انجمن شیمی ایران، مترجم برگزیده کتاب سال دانشگاه تهران و انتخاب به عنوان چهره ماندگار علم ایران در سال ۱۳۸۴